# 웅천초등학교 (충남)
웅천초등학교는 대한민국 충청남도 보령시에 있는 공립 초등학교이다.

## 학교 연혁
- 1909년 9월 13일 남포공립보통학교로 개교
- 1917년 11월 13일 화정공립보통학교 개칭
- 1918년 12월 28일 웅천으로 이전
- 1926년 4월 1일 6년제 개편
- 1928년 2월 24일 웅천공립보통학교로 개칭
- 1938년 4월 1일 웅천공립심상소학교로 개칭
- 1941년 4월 1일 웅천공립국민학교로 개칭
- 1996년 3월 1일 웅천초등학교 개칭
- 1999년 9월 1일 수부초등학교 통폐합

## 참고 자료
- 웅천초등학교 - 한국교육학술정보원 학교알리미